# Bătălia de la Portland
Bătălia de la Portland (numită de englezi și Bătălia de la Beachy Head iar în sursele neerlandeze Bătălia de trei zile Driedaagse Zeeslag) din 28 februarie-2 martie 1653 (S.V. 18-20 februarie) a fost cea mai complexă confruntare navală a  Primului Război Anglo-Olandez,  în care englezii au reușit să provoace o înfrângere dureroasă flotei neerlandeze, în procesul de recâștigare a controlului asupra Canalului Mânecii. Flota engleză a generalului-pe-mare Robert Blake a fost atacată de flota neerlandeză a locotenentului-amiral Maarten Tromp care escorta un convoi comercial prin Canal înapoi spre Țările de Jos. După trei zile de luptă englezii au ieșit mult superiori, dar bătălia nu a tranșat lupta pentru supremație în Canalul Mânecii. Această bătălie este un alt exemplu al superiorității neerlandezilor în navigație și manevre, dar și o expresie a voinței englezilor  de a prelua controlul mărilor. În cele din urmă controlul asupra Canalului va fi decis în Bătălia de la Gabbard care le va permite englezilor să blocheze coasta neerlandeză până la Bătălia de la Scheveningen.

## Context
După victoria neerlandezilor de la Dungeness din decembrie 1652, Consiliul de Stat englez a ordonat o anchetă pentru a afla cauzele înfrângerii. Însuși Oliver Cromwell a venit la docurile de la Spithead. Mai mulți căpitani care s-au comportat slab la Dungeness au fost arestați, alți șase au fost demiși și a fost oprită practica de a permite căpitanilor comerciali de a comanda în bătălie propriile nave închiriate. Au fost comandate 30 de fregate noi. În timp ce noile nave erau construite, echipe de recrutare au adunat din fiecare port echipaje pentru noua flotă.  Colonelul Richard Deane a fost rechemat din armată în funcția de general-pe-mare, alături de generalul George Monck, pentru a îl asista pe Robert Blake. Deși ambii erau lipsiți de experiența navală, erau buni artileriști și fără îndoială plini de curaj. Vice-amiralii William Penn și John Lawson au fost puși la comanda celorlalte escadre, unde experiența lor urma să protejeze flancurile lui Blake. 
Englezii au considerat potrivit să regândească și strategia navală, astfel că la 20 februarie 1653 o comisie a Amiralității condusă de amiralul Henry Vane  a emis în consultanță cu generalii Blake, Deane și Monck noile Instrucțiuni către Flotă, care se vor dovedi instrumentale în succesul flotei pentru restul războiului și vor determina tactica navală în toate războaiele navele din următorul secol și jumătate. Cele mai importante articole sunt următoarele:
- 2. La vederea numitei flote vice-amiralul, sau cel care este al doilea la comandă, și escadra sa, ca și contra-amiralul, sau cer care este al treilea la comandă, și escadra sa, trebuie să facă orice manevră posibilă să îl însoțească pe amiral și escadra sa pe fiecare din aripile sale, păstrând o distanță competentă pentru escadra amiralului dacă există spațiu suficient de manevră.

Remarcă: Acest articol este substanțial similar ordinului lui Tromp din 30 iunie 1652, deși probabil nu derivă din acesta. Probleme și soluțiile lor erau similare ambelor părți.
- 3. Și imediat ce Generalul va considera potrivit pentru angajarea luptei și va efectua un semnal pentru aceasta... atunci fiecare escadră va face tot ce este necesar să angajeze în luptă inamicul din dreptul ei.

Remarcă: Cuvintele puse în evidență sunt în avansul instrucțiunilor lui Tromp și sunt foarte importante deoarece concentrează atenția asupra atacului.
- 4. Dacă orice escadră s-ar afla în pericol de a fi pusă în inferioritate de inamic, atunci escadra de lângă ea sau navele din apropiere trebuie să îi vină imediat în ajutor și să o sprijine la primirea semnalului.

Remarcă: Acest articol este din nou similar ordinului lui Tromp.
Și mai importantă a fost inversarea dispersiei flotei care a urmat după victoria de la Kentish Knock, iar în februarie 1653 amiralul Blake comanda o flotă în jur de 80 de nave de război, de două ori mai mare decât flota învinsă la Dungeness. Flota era împărțită în trei escadre fiecare cu propriul amiral, vice-amiral și contra-amiral pentru a stabilit pentru prima dată o ierarhie clară. Comanda flotei era împărțită cu generalii Monck și Deane. Escadra Roșie era comandată de Blake și Deane pe Triumph (62 tunuri), cu John Lawson ca vice-amiral pe Fairfax (64 tunuri) și Samuel Howett ca contra-amiral pe Laurel (38 tunuri); Escadra Albă era comandată de Monck pe Vanguard (56 tunuri), cu James Peacock ca vice-amiral pe Rainbow (58 tunuri) și cu Roger Martin pe Diamond (40 tunuri) ca contra-amiral; Escadra Albastră era comandată de William Penn pe Speaker (64 tunuri), cu Lionel Lane ca vice-amiral pe Victory (60 tunuri) și cu John Bourne ca contra-amiral pe Assistance (48 tunuri).  Cele mai puternice nave englezești, Sovereign (90) și Resolution (80), nu erau prezente alături de flotă datorită reparaților derulate din cauza avariilor suferite în Bătălia de la Kentish Knock din septembrie 1652. 

## Preludiul
După victoria de la Dungeness, amiralul Tromp a mers cu flota sa către vest pănâ în Golful Biscaya, așteptând la începutul lui ianuarie 1653 în La Rochelle sosirea unui convoi de 150-200 de nave comerciale care se întorceau în patrie în mare parte din Marea Mediterană. Controlul neerlandez asupra Canalului a permis revitalizarea comerțului maritim al Țărilor de Jos. Tromp spera să se întoarcă în patrie prin Canal înainte ca flota engleză să fie gata, dar împrăștierea navelor și condițiile adverse de vreme l-au întârziat. Convoiul neerlandez a ajuns în cele din urmă la gura Canalului la 26 februarie. Flota engleză însă fusese deja reorganizată și reechipată și la 21 februarie a ieșit din port pentru a îl intercepta pe Tromp. Planul englez era de a îi ataca pe neerlandezi în apele adânci din partea de vest a Canalului, unde flota neerlandeză se afla departe de casă și nu își putea salva ușor navele avariate. Cu toate acestea, lățimea Canalului în partea sa occidentală însemna că flota engleză trebuia să acopere o arie mai întinsă pentru a se asigura că neerlandezii nu vor trece de ea. La începutul lunii februarie Tromp a fost informat că flota engleză era înapoi pe mare mult mai devreme decât se aștepta și a decis să încerce escortarea convoiului prin Canal înainte de a risca vreo bătălie. Blake se afla la Alderney în Insulele Canalului când a primit vestea că Tromp a intrat în Canal. Flota engleză și-a pierdut coeziunea grăbindu-se spre nord pentru a îl intercepta pe Tromp în dreptul capului Portland.
În dimineața de 28 februarie flota engleză era deja pe mare, undeva în dreptul lui Portland. Având în spate un vânt de vest-nord-vest, Tromp se îndrepta în sus pe Canal în apropiere de coasta engleză și, spre surprinderea lui, a găsit flota engleză la sud de poziția sa (la prova tribord). Tromp a decis să profite de avantajul vântului și să îi atace pe englezi. Flota neerlandeză era organizată în trei, sau probabil patru escadre, conduse de: Maarten Tromp pe Brederode, Johan Evertsen pe Hollandia, Pieter Florissen pe Monnikendam și Michiel de Ruyter pe Witte Lam. Fiecare escadră conținea un vice-amiral și un contra-amiral cu diviziile lor respective, lucru ce sugerează o sub-diviziune triplă. Tromp comanda centrul, De Ruyter aripa stângă iar Jan Evertsen aripa dreaptă.

## Desfășurarea bătăliei

### Prima zi
Când cele două flote s-au întâlnit la 3 mile (sau 10 după alte surse) depărtare cele trei escadre englezești erau oarecum împrăștiate. Blake și Deane se aflau pe Triumph împreună cu vreo 10-12 nave din cele mai mari din Escadra Roșie la 4,5 mile de neerlandezi; alte nave din aceiași escadră se aflau cu Lawson pe Fairfax la o milă în spatele lor sub vânt. William Penn pe Speaker se afla și el în vânt dar în fața lui Blake, mai aproape de neerlandezi, împreună cu câteva nave din Escadra Albastră, în timp ce Monck pe Vanguard fusese separat de flota principală și se afla la 4-5 mile spre est sub vânt. Multe nave din fiecare escadră se aflau la pupa și sub vânt de conducătorii lor.
Conform jurnalului lui Blake amiralul neerlandez ar fi putut (dacă ar fi vrut) să treacă mai departe cu întreaga sa flotă și noi nu am fi putut să îl ajungem cu corpul principal al flotei. El poziționează Triumph la 15 mile marine depărtare de malul englezesc, probabil Portland Bill și Capul St. Alban's, iar pe neerlandezi la 4,5 mile în vânt, la nord-vest de flota parlamentară. Din alte surse știm că Portland Bill se afla la nord-est de flota neerlandeză. Deci, conform Generalilor, neerlandezii se aflau la aproximativ 10 mile marine sud-est de Portland Bill și prin urmare, cea mai bună cale de urmat ca să treacă mai departe fără luptă, era nu să păstreze vântul în babord ci să își continue cursul, est prin nord, prin Canal, de vreme ce orice punct virat sub vânt i-ar fi făcut mai greu să se retragă și să fie prinși lângă țărm. Dar chiar și pe un curs est prin nord ei ar fi fost interceptați, dacă englezii ar fi virat la vederea inamicului și s-ar fi îndreptat spre nord-est. Pentru a salva convoiul, Tromp nu avea altă alternativă decât să ducă o bătălie care să tragă de timp, lucru pe care l-a și făcut. Continuând înaintarea spre vest-sud-vest la tribord ar fi însemnat ca englezii să le deschidă calea neerlandezilor. Este evident faptul că generalii englezi nu se aflau pe partea care trebuie.
Cu vântul dinspre nord-vest favorizându-l, Tromp a hotărât să profite de ocazie pentru a copleși flota engleză dezorganizată. El a lăsat convoiul comercial la 4 mile în vânt și a șarjat rapid cu vântul. Conducându-și escadra centrală de pe Brederode (58 tunuri) și urmat de Florissen, Tromp a țintit escadrele lui Blake și Penn, alegând să își concentreze atacul asupra grupului izolat al lui Blake de 10-12 nave. În loc să se retragă și să încerce să formeze o linie cu Lawson, Blake a virat în vânt și a înfruntat atacul neerlandez, alegând să nu dea nici o aparență că ar vrea să fugă, dar făcând astfel necesar ca o parte din flotă să susțină lupta pentru o perioadă considerabilă de timp pănâ ce navele de sub vânt să poată veni în sprijinul ei. Tromp a susținut o canonadă puternică pe măsură ce se apropia de navele lui Blake, contactul având loc pe la ora 8:00. Numărul navelor neerlandeze angajate astfel în luptă era cam de 30, dintre care 7 au atacat imediat pe Triumph. Pe la ora 10:00 alte nave de sub vânt au urcat către Blake și au intrat în luptă, aducând numărul navelor englezești angajate la aproximativ 30. De Ruyter a trecut mai departe și a atacat navele lui Blake dinspre nord tot pe la ora 10:00, în timp ce Evertsen  se afla la sud și amenința să îl încercuiască complet. În acest punct în care pericolul era critic s-a dovedit avantajul de a avea marinari pricepuți la comanda cel puțin a unei părți din flotă.
Penn a strâns rândurile navelor sale din Escadra Albastră și a început să înainteze în vânt pentru a-i veni în ajutor lui Blake, deschizând focul asupra lui Evertsen care se afla la prova tribord. Evertsen a menținut cursul iar Penn, pentru a evita să fie izolat de escadra lui Blake, a virat imediat spre cele câteva nave care se aflau cu Generalii angajați cu Tromp și a trebuit să își facă drum și prin linia neerlandeză a escadrei lui Pieter Floriszoon, care a încercat să se interpună între Escadra Albastră și escadra lui Blake. Dar aceasta era o manevră îndelungată iar pentru o vreme Blake s-a aflat cu adevărat în pericol, trebuind să înfrunte de unul singur forța atacului neerlandez timp de vreo oră. 
Penn a fost atacat de Michiel de Ruyter, care își comanda escadra din stânga de pe Witte Lam (40 tunuri). Neerlandezii au abordat trei dintre navele lui Penn: Oak (32 tunuri), Prosperous (numită și Prosperity of London, 42 tunuri) și nava contra-amiralului Bourne Assistance (48 tunuri).  Atât Oak cât și Assistance au fost capturate.  Samson a fost scufundată. Prosperous, abordată de De Ruyter, a recâștigat controlul asupra punții sale, echipajul englez urmărindu-i pe neerlandezi pe puntea navei lor.  De Ruyter și-a îmbărbătat echipajul: Ce este asta, băieți? Asta nu va merge niciodată. Odată ajunși la bord, rămânem mereu la bord. Ura, atacați din nou! La al doilea atac neerlandez Prosperous a fost capturată.  Mai multe nave din escadra lui Penn l-au văzut pe De Ruyter plecând cu prada sa și i-au tăiat calea pentru a-i contesta captura. În mare dezavantaj, De Ruyter a luptat cu îndemânare și curaj, dar nu putea rezista prea mult. Pieter Florissen pe Stad Monnickendam (36 tunuri) a zărit supliciul lui De Ruyter și s-a grăbit să îi vină în ajutor, atacând navele engleze înconjurătoare cu atâta furie și determinare încât trei dintre inamici s-au retras și Witte Lam a lui De Ruyter, rămasă fără nici un catarg, a fost remorcată de nava Salamander (26 tunuri) a căpitanului Jan Christoffelszoon Duijm.
Puțin mai departe, în aceiași zonă, căpitanul Adriaen Cruick de pe Vogelstruis (40 tunuri) a fost atacat de 6 dintre navele lui Penn. Deși s-a luptat cât de bine a putut, curând punțile lui Cruick s-au umplut de sânge și Vogelstruis a fost serios avariată. Dar el a avariat una dintre navele lui Penn atât de rău încât aceasta a trebuit să fie dusă spre Insula Wight pentru reparații. O altă navă engleză a fost dezarborată și a trebuit remorcată afară din luptă. Tromp a văzut situația periculoasă a lui Cruick și a trimis ajutor, dar tot ce s-a putut face a fost să fie evacuați cei câțiva membri ai echipajului rămași în viață și să abandoneze pe Vogelstruis. Curajosul Cruick fusese ucis și epava navei sale a fost în cele din urmă aruncată de valuri pe coastă lângă Portsmouth.
Un alt căpitan neerlandez, frizonul Schelte Wiglema de pe Frisia (28 tunuri), văzându-și nava avariată agățată și abordată de ambele părți de nave englezești, și-a aruncat în aer pulberăria și și-a trimis la fund propria navă împreună cu ambele nave inamice.  O altă navă neerlandeză, Poort van Troijen (28 tunuri),  a capturat o navă engleză după o luptă grea, dar echipajul ei a descoperit o mare cantitate de vin la bord și s-a oprit să se răcorească cu ea. În timp ce se desfătau cu prada căzută din cer, ei s-au îmbătat și nu au observat că nava capturată de ei lua apă. Aceasta s-a scufundat, luând-o pe Poort van Troijen cu ea și pe marinarii ei neatenți.
Între timp Lawson și restul Escadrei Roșii și-a arătat și el abilitatea executând o manevră complexă pentru a învălui flancul neerlandez și pentru a intra în luptă dinspre sud-vest. Dacă ar fi înaintat în vânt așa cum a făcut Penn, a prevăzut că Ruyter s-ar fi putut interpune între el și Generali, în timp ce neerlandezii ar fi putut menține severitatea atacului. Astfel că el a venit sub vânt (cu pupa în vânt), cu vântul transversal, până a înaintat destul spre sud pentru a putea întoarce spre corpul principal al inamicului. Lawson a coborât asupra ariergardei lui Tromp la foarte scurt timp după Escadra Albastră a lui Blake.
Penn și Lawson au atacat în același timp navele neerlandeze ce amenințau să încercuiască escadra lui Blake, care a fost salvat, iar atacul neerlandez și-a pierdut din intensitate. O luptă dură de la scurtă distanță a izbucnit între cea mai mare parte din flota neerlandeză și cea mai mare parte din Escadrele englezești Roșii și Albastre, luptă care a durat între 4 și 6 ore. O acțiune mai curând învălmășată decât liniară, cu dueluri apropiate de artilerie și foc de muschete, cu nave luate și reluate prin abordaj. Navele au tins în general spre vest-sud-vest, câteva dintre ele virând din când în când după necesități. Sub impactul intervenției lui Lawson, cele trei nave capturate au fost recapturate de englezi, printre care Prosperous, abia capturată de De Ruyter, a fost recapturată de Martin care tocmai intrase în luptă.
În timp ce bătălia principală se purta intens în jurul navelor amiral, la aproximativ 2 ore după declanșarea bătăliei principale, o parte din flota neerlandeză, sub comanda lui Evertsen, a coborât sub vânt și a angajat în luptă pe Monck și Escadra sa Albă, într-o bătălie separată care a durat până la lăsarea întunericului. Nu se cunosc detaliile acțiunii lui Monck contra lui Evertsen dar moartea lui Mildmay, căpitanul navei Vanguard, dovedește că lupta a fost aprigă. Totuși apropierea dinspre sud-est a grosului navelor lui Monck amenința superioritatea numerică locală a lui Tromp.
În același timp o forță englezească de nave rapide din Escadrele Roșie și Albastră care au urcat în diagonală în vânt la tribord, se îndrepta încet spre o poziție de unde să poată ataca forța neerlandeză principală. Această forță englezească proaspătă era pe punctul de a intra în bătălie pe la ora 16.00 după-amiaza, când Tromp și-a dat seama că este în pericol de a fi copleșit. În avangardă, unde au fost masate cele mai multe nave ale lui Tromp și Blake, lupta era atât de intensă încât neerlandezii nu mai puteau rezista unui atac din partea unor nave relativ proaspete. De asemenea, temându-se că englezii vor ocoli principala bătălie pentru a ataca convoiul neprotejat, Tromp a rupt lupta urmat de ceilalți amirali și navele de război s-au întors în vânt pentru a proteja navele comerciale. Lupta a continuat însă sub vânt până la înserat cu canonade la distanță lungă. 
Prima zi a bătăliei s-a încheiat cu victoria clară a englezilor. Englezii au suferit un mare număr de pierderi omenești, dar au pierdut o singură navă, Samson (26 tunuri) , al cărui căpitan Edmund Button a fost uciș alături de majoritatea echipajului și care a fost scufundată (dar supraviețuitorii au fost îmbarcați pe altă navă înainte ca nava să fie sabordată în fața pericolului de a fi capturată) și alte trei, Oak, căpitanul Edwin, Advice, căpitanul Day, și Assistance, nava contra-amiralului Bourne care el însuși suferise o rană serioasă la cap, au fost forțate să se întoarcă la Portsmouth pentru reparații. Cele trei nave au pierdut atât de mulți oameni, pe lângă cei pe care i-au transferat lui Blake, încât au ajuns în port aproape fără echipaj. Conform raportului oficial erau atât de avariate încât nu mai puteau fi folosite înainte de a fi reparate. Nava amiral a lui Blake, Triumph, care a fost prima intrată în lupta și aflată în miezul bătăliei tot timpul zilei, a suferit pierderi masive (aproximativ 100 de morți), inclusiv căpitanul lui Blake, Andrew Ball, și secretarul amiralului, Sparrow, ambii căzând în luptă. Blake însuși a fost grav rănit de o schijă în picior iar Deane a fost rănit și el mai ușor. Dintre oamenii grav răniți debarcați la țărm pentru îngrijiri, 55 erau numai de pe Triumph și Worcester. Triumph a fost atât de avariată încât a stat în reparații până dimineața. Alte nave au fost atât de zdruncinate încât a fost nevoie să fie trimise la Portsmouth (în total au fost trimise 5 acasă), după ce au întregit echipajele unora dintre navele care au pierdut cei mai mulți oameni. Prosperous a pierdut și ea foarte mulți oameni, printre care pe căpitanul ei John Barker. Neerlandezii au raportat că Speaker s-a îndreptat spre port după ce a susținut avarii extrem de grave, însă raportul englez oficial nu consemnează o situație atât de critică. În zona unde Tromp însuși a condus atacul pierderile englezilor au fost atât de teribile încât amiralul neerlandez a exagerat în mod natural pierderile ca fiind la nivelul întregii flote rivale. 
De partea neerlandezilor nava Struisvogel, a căpitanului Adriaen Cruick, a fost capturată, apoi trimisă fără catarge în port, și cel puțin 3 nave au fost scufundate și alta arsă sau explodată. Pierderile umane îl includeau pe commodorul Balck și alți 12 căpitani căzuți la datorie.
După retragere, Tromp s-a sfătuit cu Evertsen și cu De Ruyter dacă să continue atacul sau să se retragă prin Canal împreună cu convoiul. Dacă ar fi atacat ar fi trebuit să lase convoiul fără escortă, căci flota de război nu putea fi împărțită. În plus muniția era pe terminate și victoria era îndoielnică. Din aceste motive s-a decis să nu reînoiască atacul.

### A doua zi
În timpul nopții Tromp a reușit să manevreze sub vânt în jurul flotei englezești și la răsăritul soarelui se afla departe spre est, între convoi și englezi. Navele neerlandeze cu cele mai mici provizii de praf de pușcă au fost reaprovizionate parțial de singura navă de aprovizionare din flotă. Spre dimineața de 1 martie Tromp își plasase navele de război într-o formație defensivă de semilună pentru a proteja spatele și flancul convoiului pe măsură ce înaintau spre est prin Canal. Nava lui Tromp, Brederode, se afla în centrul ariergardei, în timp ce Evertsen pe Hollandia (38 tunuri) comanda aripa stângă a semilunei iar De Ruyter pe Witte Lam conducea aripa dreaptă.
După ce au efectuat în grabă reparații navelor avariate, englezii au pornit în urmărirea convoiului, apropiindu-se la o lovitură de tun de la ora 10:30. Englezii au căutat să imobilizeze cât mai multe din navele neerlandeze, trăgând în arbodare. Vântul sufla slab și întrerupt, dar cea mai mare parte a navelor englezești i-au ajuns pe neerlandezi din urmă la începutul după-amiezii în dreptul insulei Wight și pe la ora 14.00 lupta a fost reluată. Vântul a scăzut în intensitate, dar apoi a început să sufle treptat mai puternic până la sosirea nopții. Starea vremii a dovedit necesitatea manevrei lui Tromp, deși acțiunea sa a dat cu siguranță Generalilor impresia că urmăreau o flotă învinsă. Dar datoria dintâi a lui Tromp era de a escorta în siguranță convoiul comercial în patrie și să nu riște o asemenea pierdere cum ar fi să îl lase neprotejat.
Flota neerlandeză mai rămăsese cu foarte puțină muniție și doar slăbiciunea foarte mare a vântul i-a împiedicat pe englezi să culeagă roadele primei zile de luptă. Deși intermitentă, lupta a fost dură și a continuat în timpul serii până noaptea. Blake a încercat să spargă linia de apărare neerlandeză de cinci ori, dar tot de cinci ori a fost respins.  Tromp, Evertsen și De Ruyter s-au aflat mereu în punctele cele mai periculoase și i-au încurajat pe ceilalți. Dacă nu ar fi avut convoiul comercial de protejat, poate ar fi putut obține victoria, dar o parte din corăbiile de comerț și-au pierdut încrederea în capacitatea de apărare a flotei de escortă și au guvernat singure spre coasta franceză. 
În cele din urmă Lawson pe Fairfax împreună cu câteva dintre cele mai rapide nave (fregate) englezești au atacat aripa lui De Ruyter și au reușit să desprindă 2-3 nave din escortă și mai multe nave comerciale. Nava amiral a lui De Ruyter, Wittem Lam, a respins mai multe atacuri englezești dar la lăsarea întunericului toate catargele îi fuseseră doborâte iar carena era ciuruită de ghiulele, trebuind să fie remorcată. Încă o dată neerlandezii au suferit mai mult, pierzând 2 nave de război și 10-12 nave comerciale capturate. Moralul navelor de comerț era foarte scăzut, iar convoiul a început să se rupă - câteva dintre navele comerciale care au fost capturate rupseseră formația și încercau să se salveze fugind în porturile franceze, în timp ce altele au reușit să fugă în Le Havre.

### A treia zi
În timpul nopții flota engleză s-a ghidat după felinarele navelor neerlandeze, profitând de o briză constantă dinspre vest-nord-vest.  Mai multe nave neerlandeze au raportat că nu mai aveu deloc praf de pușcă iar Tromp nu mai avea de unde sa le dea, astfel că le-a distribuit printre navele comerciale pentru mai multă protecție. Lupta pe fugă a continuat și pe 2 martie. 
Dimineața convoiul neerlandez trecuse de Beachy Head și se îndrepta spre Boulogne. Atacul a fost reluat pe la ora 9:00 continuând toată ziua. De această dată Blake a folosit cam cinci nave mari mai rapide și cele mai bune fregate pentru a ataca navele neerlandeze de război și a încercat să trimită navele mai ușoare și mai rapide împotriva convoiului. Tromp a desprins câteva nave comerciale din convoi și le-a trimis spre Boulogne singure drept momeală. Dar schema nu a reușit să îi îndepărteze pe englezi, care au venit în vânt și au luptat până pe înserat. Navele englezești au încercat să coboare sub vânt de neerlandezi pentru a le tăia retragerea spre strâmtoarea Dover. 
Spre sfârșitul zilei cele două flote erau în apropierea Capului Gris Nez (lângă Calais), flota engleză fiind la aproximativ 10 mile spre vest de Cap iar dacă ar fi avut încă 3 ore de lumină probabil ar fi reușit să le taie calea neerlandezilor, ceea ce i-ar fi forțat să își deschidă calea cu puținele nave de război care mai puteau lupta. Navele neerlandeze rămăseseră fără muniție, ghiulele și praf de foc, vreo 20 astfel de nave de război abandonând flota și fugind spre porturi, deși s-au întors atunci când Tromp a tras câteva lovituri de tun spre ele și i-a întrebat pe căpitanii acestora dacă și-au pierdut curajul. Tromp le-a ordonat să ocupe poziții de-a lungul vârfurilor formației sale în arc, alături de navele comerciale.  Doar vreo 27-35 nave de război mai erau capabile de luptă astfel că Tromp a recurs la manevre disperate. Profitând de întunericul nopții el a navigat foarte aproape de coasta franceză a strâmtorii Dover. Navele engleze cu pescajul mai mare și cu greementul avariat nu au îndrăznit să îi urmărească pe neerlandezi în apele atât de mici de lângă mal. Ei au ancorat la 3 mile de mal, convinși că neerlandezii nu vor putea fi în stare să ocolească Capul Gris Nez cu ajutorul vântului dinspre nord-est-est și că vor fi izolați și distruși în dimineața următoare. Piloții englezi au dat asigurări că navele neerlandeze, aflate acum sub vântul slab de la est, nu vor putea dubla capul, nici chiar folosind refluxul. 
Totuși englezii au subestimat abilitatatea de marinar a lui Tromp. Neerlandezii se aflau între englezi și Cap și, profitând de maree și de abilitățile superioare de navigatori în ape mici, au reușit să fugă sub protecția întunericului în noaptea de 2 spre 3 martie prin apele mici din jurul Capului Gris Nez. Spre uluirea englezilor dimineața nu au mai zărit nici o corabie neerlandeză în jur, Tromp aflându-se deja în dreptul Dunkirk-ului la răsăritul soarelui din 3 martie și având drum liber pentru a-și trimite în port navele avariate. După ce au efectuat reparații, englezii s-au pus în mișcare mai târziu în aceiași zi iar pe 11 martie se aflau în Stokes Bay.

## Urmările
Cele trei zile de bătălie i-au costat pe neerlandezi 4 nave de război capturate (Groote Sint Lucas 28, Groote Liefde 38, Swarte Reiger 28, Vergulde Haen 36), 6 scufundate (Meerman 32, Engel Gabriel 36, Arke Troijane 28, Kroon Imperiaal 34, Maecht van Enkhuyzen 30, Vogelstruijs 44),  1 arsă (Wapen van Holland 30, ) și  încă 2 sărite în aer (Faem 30, Frisia 28), estimările lui Monck și Deane de 17-18 nave de război fiind cu siguranță exagerate. Neerlandezii au recunoscut pierderea a doar patru nave, iar englezii au adus în port doar 4 nave de război neerlandeze. Între 30 și 50 dintre cele 200 de nave comericale ale convoiului au fost capturate, deși nici englezii nu au alcătuit nici o listă oficilă a capturilor. Englezii au pretins în mod exagerat că neerlandezii au pierdut 3.000 de oameni. Blake a pierdut doar nava Samson, multe altele aveau nevoie de reparații; 3 nave aproape distruse aveau nevoie de reparații majore, iar Fairfax a fost distrusă accidental dintr-o neglijență criminală, deși neerlandezii au pretins că a fost incendiată dinadins pentru că nu mai putea fi folosită deloc. Pierderile umane au fost estimate la aproximativ 600 de englezi. Blake însuși a fost rănit grav în timpul bătăliei și pentru o vreme se credea că va muri din cauza rănilor, fiindu-i imposibil să mai conducă flota pentru următoarele luni.
Spre deosebire de bătăliile anterioare luptate la grămadă, în Bătălia de trei zile a apărut ideea manevrei tactice în care divizii și escadre acționau separat din proprie inițiativă în cadrul unei directive comune de luptă. 
În timp ce propaganda neerlandeză a încercat să transforme bătălia într-o victorie sau o înfrângere glorioasă și populația se bucura de erosimul dovedit în luptă, Tromp și ceilalți amirali știau mai bine a cui a aparținut victoria, sosind acasă foarte mohorâți. Ei au constatat astfel fără tăgadă superioritatea materială a adversarului – nave mai mari și mai puternice –, la care se adăuga un puternic spirit militar, hotărât să câștige războiul. Amiralii neerlandezi au tras concluzia că adoptarea de către englezi a tacticii liniare îi va face pe neerlandezi încapabili să compenseze puterea de foc inferioară prin mai bună navigație și manevră, și au cerut de urgență Statelor-Generale să demareze în sfârșit construirea de nave de război mai grele decât să înlocuiască pierderile prin închirierea de nave comerciale armate.
Înfrângerea neerlandeză de la Portland a restaurat supremația navală engleză asupra Canalului, care a fost închis complet pentru comerțul neerlandez. Victoria engleză a fost urmată de o a doua la Gabbard (12-13 iunie 1653) care a decis efectiv războiul. După această a doua bătălie englezii au putut să impună o blocadă a coastei neerlandeze, închizându-le comerțul. Curând au urmat negocieri de pace, dar neerlandezii au putut lupta încă o bătălie finală, cea de la Scheveningen (31 iul-3 aug 1653), înainte de a se recunoaște înfrânți.

## Flota engleză
Din cele 76 nave de război prezente (estimat că purtau 3.000 tunuri și 12.000 de oameni) se cunosc numele a 66 dintre ele (navele nu sunt in linia de bătaie , echipajele sunt cotele oficiale valide la acea vreme )
| Flota engleză (Robert Blake) | Flota engleză (Robert Blake) | Flota engleză (Robert Blake) | Flota engleză (Robert Blake) | Flota engleză (Robert Blake)                                                                    |
| ---------------------------- | ---------------------------- | ---------------------------- | ---------------------------- | ----------------------------------------------------------------------------------------------- |
| Rang                         | Navă                         | Tunuri                       | Echipaj                      | Căpitan                                                                                         |
| 2                            | Triumph                      | 62                           | 350                          | Generalii-pe-mare Robert Blake (1599-1657) și Richard Deane (1610-1653) căpitanul Andrew Ball † |
| 3                            | Fairfax                      | 56                           | 280                          | Vice-amiralul John Lawson (c1615-1665) - sare în aer accidental după bătălie                    |
| 3                            | Laurel                       | 48                           | 200                          | Contra-amiralul Samuel Howett                                                                   |
| 2                            | Vanguard                     | 56                           | 300                          | Generalul-pe-mare George Monk (1608-1670) căpitanul John Mildmay †                              |
| 2                            | Rainbow                      | 58                           | 300                          | Vice-amiralul James Peacock                                                                     |
| 4                            | Diamond                      | 42                           | 180                          | Contra-amiralul Roger Martin                                                                    |
| 3                            | Speaker                      | 56                           | 280                          | Amiralul William Penn (1621-1670)                                                               |
| 2                            | Victory                      | 60                           | 300                          | Vice-amiralul Lionel Lane                                                                       |
| 4                            | Assistance                   | 40                           | 180                          | Contra-amiralul John Bourne - capturată și apoi recapturată                                     |
| 3                            | Lion                         | 50                           | 200                          | John Lambert                                                                                    |
| 3                            | Worcester                    | 50                           | 220                          | George Dakins                                                                                   |
| 4                            | Kentish                      | 46                           | 180                          | James Reynolds                                                                                  |
| 4                            | Sussex                       | 46                           | 180                          | Roger Cuttance                                                                                  |
| 4                            | Convertine                   | 44                           | 200                          | Anthony Joyne                                                                                   |
| 4                            | Entrance                     | 44                           | 200                          | William Goodson                                                                                 |
| 4                            | Foresight                    | 42                           | 180                          | Richard Stayner                                                                                 |
| 4                            | Ruby                         | 42                           | 180                          | Anthony Houlding                                                                                |
| 4                            | Advice                       | 42                           | 180                          | John Day                                                                                        |
| 4                            | Centurion                    | 42                           | 200                          | Walter Wood                                                                                     |
| 4                            | Nonsuch                      | 40                           | 160                          | Thomas Penrose                                                                                  |
| 4                            | Tiger                        | 40                           | 160                          | Gabriel Saunders                                                                                |
| 4                            | Pelican                      | 40                           | 170                          | John Stokes                                                                                     |
| 4                            | President                    | 40                           | 180                          | Thomas Graves                                                                                   |
| 4                            | Success                      | 38                           | 150                          | William Kendall                                                                                 |
| 4                            | Adventure                    | 38                           | 160                          | Robert Nixon                                                                                    |
| 4                            | Sapphire                     | 38                           | 160                          | William Hill                                                                                    |
| 4                            | Mary prize                   | 37                           | 170                          | William Tunick                                                                                  |
| 4                            | Amity                        | 36                           | 150                          | Henry Packe                                                                                     |
| 4                            | Dragon                       | 36                           | 160                          | John Seaman                                                                                     |
| 4                            | Assurance                    | 36                           | 160                          | Phillip Holland                                                                                 |
| 4                            | Providence                   | 30                           | 120                          | John Pearce                                                                                     |
| 4                            | Guinea                       | 30                           | 150                          | Edmund Curtos                                                                                   |
| 4                            | Raven                        | 38                           | 140                          | Robert Taylor (navă capturată)                                                                  |
| 4                            | Hound                        | 36                           | 120                          | Jonathan Hide (navă capturată)                                                                  |
| 4                            | Gift                         | 34                           | 120                          | Thomas Salmon (navă capturată)                                                                  |
| 4                            | Fortune                      | 32                           | 100                          | William Tatnell (navă capturată)                                                                |
| 4                            | Waterhound                   | 32                           | 80                           | Giles Shelley (navă capturată)                                                                  |
| 4                            | Samson                       | 32                           | 120                          | Edmund Button † (navă capturată) – scufundată                                                   |
| 4                            | Tulip                        | 32                           | 120                          | Joseph Cubitt (navă capturată)                                                                  |
| 4                            | Oak                          | 32                           | 100                          | John Edwin (navă capturată) – capturată și recapturată                                          |
| 4                            | Convert                      | 32                           | 100                          | Phillip Gething (navă capturată)                                                                |
| 4                            | Dolphin                      | 30                           | 80                           | (navă capturată)                                                                                |
| 4                            | Prosperous                   | 44                           | 180                          | John Barker (navă comercială armată) – capturată de Witte Lam și recapturată de Martin          |
| 4                            | Richard & Martha             | 44                           | 150                          | Eustace Smith (navă comercială armată)                                                          |
| 4                            | Reformation                  | 40                           | 120                          | Anthony Earning (navă comercială armată)                                                        |
| 4                            | Lisbon Merchant              | 38                           | 130                          | Simon Bailey (navă comercială armată)                                                           |
| 4                            | Thomas & William             | 36                           | 120                          | John Jefferson (navă comercială armată)                                                         |
| 4                            | Angel                        | ?                            | ?                            | (navă comercială armată)                                                                        |
| 4                            | Thomas & Lucy                | 34                           | 120                          | Andrew Rand (navă comercială armată)                                                            |
| 4                            | Ann & Joyce                  | 34                           | 120                          | William Pile (navă comercială armată)                                                           |
| 4                            | Charles                      | 33                           | 110                          | Robert Knox (navă comercială armată)                                                            |
| 4                            | Ann Piercy                   | 32                           | 100                          | Thomas Hare (navă comercială armată)                                                            |
| 4                            | Brazil frigate               | 30                           | 120                          | Thomas Heath (navă comercială armată)                                                           |
| 4                            | Exchange                     | 30                           | 70                           | Henry Teddiman (navă comercială armată)                                                         |
| 4                            | Giles                        | 30                           | 100                          | Henry Toope (navă comercială armată)                                                            |
| 4                            | Elizabeth & Ann              | 30                           | 120                          | Richard Langford (navă comercială armată)                                                       |
| 4                            | Ruth                         | 30                           | 100                          | Edward Thompson (navă comercială armată)                                                        |
| 5                            | Pearl                        | 26                           | 90                           | James Cadman                                                                                    |
| 5                            | Nightingale                  | 26                           | 100                          | John Humphrey                                                                                   |
| 5                            | Cignet                       | 20                           | 90                           | Robert Fuller                                                                                   |
| 5                            | Discovery                    | 20                           | 80                           | Thomas Marriott                                                                                 |
| 5                            | Plover                       | 26                           | 80                           | Robert Robinson (navă capturată)                                                                |
| 5                            | Advantage                    | 26                           | 100                          | William Beck (navă capturată)                                                                   |
| 5                            | Falmouth                     | 26                           | 120                          | (navă capturată)                                                                                |
| 5                            | Duchess                      | 24                           | 100                          | Richard Suffild (navă capturată)                                                                |
| 5                            | Cullen                       | 26                           | 100                          | Thomas Gilbert (navă comercială armată)                                                         |
| 5                            | Roebuck                      | 30                           | 100                          | John Rawlins (navă comercială armată)                                                           |
| 5                            | Katherine                    | 24                           | 90                           | William Redgaeke (navă comercială armată)                                                       |
| 5                            | Providence                   | 24                           | 84                           | (navă comercială armată)                                                                        |
| 5                            | Chase                        | 22                           | 80                           | Benjamin Gunston (navă comercială armată)                                                       |
| 5                            | Eagle                        | 22                           | 60                           | (navă comercială armată)                                                                        |
| 6                            | Paradox                      | 14                           | 60                           |                                                                                                 |
| 6                            | Martin                       | 14                           | 90                           | John Vesey                                                                                      |
| 6                            | Merlin                       | 12                           | 90                           |                                                                                                 |
| 6                            | Nicodemus                    | 10                           | 70                           | William Ledgant                                                                                 |
| 6                            | Mary ketch                   | ?                            | ?                            | Corbet (navă comercială armată)                                                                 |

## Flota neerlandeză
80 nave de război cu 2.403 tunuri și 8.920 oameni , plus alte nave mici (navele nu sunt în linia de bătaie)  
| Amiralitate     | Navă                                    | Tunuri | Echipaj | Căpitan |
| Rotterdam       | Brederode                               | 55     | 270     | Locotenentul-amiral Maarten Harpertszoon Tromp (1597-1653) căpitan Abel Roelants (Vader Abel) stuurman Egbert Meussen Kortenaer |
| Rotterdam       | Prinses Louise                          | 36     | 140     | Johan Evertszoon de Liefde |
| Rotterdam       | Gulden Dolphijn                         | 32     | 130     | Paulus van den Kerckhoff |
| Rotterdam       | Gelderland                              | 24     | 100     | Aert Janszoon van Nes |
| Rotterdam       | Gorcum                                  | 30     | 100     | Willem Adriaanszoon Warmont |
| Rotterdam       | Wapen van Holland                       | 30     | 95      | Hendrick de Munnick † – capturată și arsă în prima zi                                                                           |
| Rotterdam       | Roscam                                  | 26     | 100     | Corstiaen Eldertszoon |
| Rotterdam       | Sphera Mundi                            | 26     | 90      | Marinus de Clercq |
| Rotterdam       | Vergulde Beer                           | 24     | 100     | Jan de Haes |
| Rotterdam-dir   | Hollandia                               | 26     | 100     | Rutger Jacobszoon Buijs |
| Rotterdam-dir   | Meerman                                 | 32     | 120     | Jan Cleijdijck – scufundată în prima zi                                                                                         |
| Rotterdam-dir   | Prins te Paard                          | 38     | 110     | Corstiaen Corstiaenszoon de Munnick †                                                                                           |
| Rotterdam-dir   | Sint Pieter                             | 28     | 120     | Sijmon Corneliszoon van der Meer                                                                                                |
| Rotterdam       | Haij                                    | 6      | 14      | Teunis van der Heijden (iaht)                                                                                                   |
| Rotterdam       | Tonijn                                  | ?      | ?       | schipper Jacob Aertszoon (iaht)                                                                                                 |
| Rotterdam       | Samuel                                  | ?      | ?       | Gedacticht Coolbrant (flută cu muniție)                                                                                         |
| Amsterdam       | Vrijheid                                | 46     | 160     | comandor Augustijn Balck † |
| Amsterdam       | Vrede                                   | 44     | 160     | comandor Gideon de Wildt |
| Amsterdam       | Campen                                  | 40     | 140     | Joris van der Zaan † |
| Amsterdam       | Star                                    | 30     | 100     | Cornelis Janszoon Poort |
| Amsterdam       | Hollandia                               | 32     | 130     | Albert Claeszoon de Graeff |
| Amsterdam       | Overijssel                              | 28     | 100     | Jan van Campen |
| Amsterdam       | Zeelandia                               | 34     | 120     | Locotenentul-comandor Nicolaes Marrevelt                                                                                        |
| Amsterdam       | Amsterdam                               | 30     | 100     | Simon van der Aeck † |
| Amsterdam       | Drie Coningen                           | 36     | 120     | Locotenentul-comandor Jacob Andrieszoon Swart                                                                                   |
| Amsterdam       | Engel Gabriel                           | 36     | 130     | Isaac Sweers – scufundată în prima zi                                                                                           |
| Amsterdam       | Gelderland                              | 28     | 100     | Cornelis van Velsen |
| Amsterdam       | Gouda                                   | 28     | 100     | Jan Egbertszoon Ooms |
| Amsterdam       | Achilles                                | 28     | 100     | Dirck Scheij † |
| Amsterdam       | Hollandsche Tuin                        | 24     | 87      | Locotenentul-comandor Joris Block                                                                                               |
| Amsterdam-dir   | Arke Troijane (sau Poort van Troijen)   | 28     | 100     | Abraham Hendrickszoon van Campen † – scufundată în prima zi                                                                     |
| Amsterdam-dir   | Kroon Imperiaal                         | 34     | 125     | Cornelis Janszoon Poort † – scufundată în prima zi                                                                              |
| Amsterdam-dir   | Groote Sint Lucas (sau Sint Maria)      | 28     | 96      | Sipke Fockes † – capturată în prima zi                                                                                          |
| Amsterdam-dir   | Nieuw Gideon                            | 34     | 120     | Locotenentul-comandor Ulderich de Jager                                                                                         |
| Amsterdam-dir   | Burgh                                   | 34     | 130     | Locotenentul Hendrick Adriaenszoon Glas                                                                                         |
| Amsterdam-dir   | Groote Liefde                           | 38     | 135     | Bruijn van Seelst – capturată în a treia zi                                                                                     |
| Amsterdam-dir   | Elias                                   | 34     | 120     | Jacob Sieuwertszoon Spanheijm †                                                                                                 |
| Amsterdam-dir   | Sint Francisco (sau Swarte Reiger)      | 28     | 105     | Stoffel Juriaenszoon – capturată în a treia zi                                                                                  |
| VOC-Amsterdam   | Vogelstruijs                            | 44     | 200     | Cornelis Adriaenszoon Cruijck † – capturată și scufundată în prima zi                                                           |
| Noorderkwartier | Monnikendam                             | 36     | 155     | Contra-amiralul Pieter Florissen (c1600-1658)                                                                                   |
| Noorderkwartier | Wapen van Monnikendam                   | 28     | 95      | Arent Dirckszoon |
| Noorderkwartier | Peereboom                               | 24     | 80      | Thys Tymenszoon Peereboom |
| Noorderkwartier | Tobias                                  | 30     | 110     | Locotenentul-comandor Jan Bourgoigne                                                                                            |
| Noorderkwartier | Eenhoorn                                | 28     | 90      | Jan Heck |
| Noorderkwartier | Lastdrager                              | 32     | 110     | Volckert Schram |
| Noorderkwartier | Vergulde Schel                          | 24     | 80      | Theunis Vechterszoon |
| Noorderkwartier | Kasteel van Medemblick                  | 28     | 100     | Gabriel Antheuniszoon |
| Noorderkwartier | Wapen van Enkhuizen                     | 32     | 120     | Herman Munneckes |
| Noorderkwartier | Hoorn                                   | 32     | 100     | Pieter Allertstzoon † |
| Edam-dir        | Vergulde Halve Maen                     | 30     | 110     | Jan Frederickszoon Hoeckboot |
| Enkhuizen-dir   | Maecht van Enkhuizen                    | 30     | 110     | Gisjbert Malconent – scufundată în prima zi                                                                                     |
| Enkhuizen-dir   | Vergulde Zon                            | 28     | 110     | Jacob Claeszoon Duijm |
| Hoorn-dir       | Samson                                  | 30     | 110     | Jacob Pieterszoon Hoeck |
| Monnikendam-dir | Swarte Beer                             | 30     | 115     | Jacob Claeszoon Boot |
| Zeeland         | Hollandia                               | 38     | 160     | Vice-amiralul Johan Evertsen (1600-1666) căpitan Adriaen van Trappen Banckert                                                   |
| Zeeland         | Zeeuwsche Leeuw (sau Wapen van Zeeland) | 28     | 120     | Comandorul Cornelis Evertsen cel Bătrân (1610-1666)                                                                             |
| Zeeland         | Zeeridder                               | 28     | 100     | Gillis Janszoon |
| Zeeland         | Amsterdam                               | 32     | 116     | Andrien Nicolaeszoon Kempen |
| Zeeland         | Neptunis                                | 28     | 100     | Jan Pouwelszoon |
| Zeeland         | Liefde                                  | 26     | 86      | Joost Banckert cel Tânăr † |
| Zeeland         | Eendracht                               | 18     | 100     | Lambert Bartelszoon |
| Zeeland         | Faem                                    | 30     | 104     | Swart Pieterszoon (sau Pieter Swart) – sare în aer în prima zi                                                                  |
| Zeeland         | Eendracht                               | 24     | 80      | Andries Fortuijn |
| Zeeland         | Haes                                    | 20     | 100     | Johannes Michielszoon † |
| Zeeland         | Liefde                                  | 23     | 93      | Dingeman Cats |
| Zeeland         | Middelburg                              | 26     | 110     | Claes Janszoon Sanger |
| Zeeland         | Sint Joris                              | 23     | 110     | Jacob Wolphertszoon |
| Zeeland         | Westcappel                              | 28     | 95      | Cornelis Evertsen de Jonge |
| Vlissingen-dir  | Witte Lam                               | 34     | 126     | Comandorul Michiel Adriaenszoon de Ruyter (1607-1676) căpitanul Jan Thyssen Matheeus                                            |
| Vlissingen-dir  | Haes                                    | 30     | 110     | Bastiaen Centsen |
| Vlissingen-dir  | (Dubbele) Arend                         | 30     | 100     | Locotenentul-comandor Teunis Post                                                                                               |
| Middelburg-dir  | Gouden Leeuw                            | 30     | 120     | Jacob Penssen |
| Middelburg-dir  | Gouden Leeuwinne                        | 30     | 100     | Johannes van Regermorter † |
| Middelburg-dir  | Vergulde Haen                           | 36     | 121     | Jan Le Sage – scufundată în a treia zi                                                                                          |
| Veere-dir       | Wapen van der Veere                     | 38     | 116     | Jan Olivierszoon |
| Zierikzee-dir   | Wapen van Zierikzee                     | 34     | 115     | Locotenent-comandor Crijn Cornelis Mangelaer                                                                                    |
| Friesland       | Breda                                   | 28     | 110     | Adriaen Bruijnsvelt |
| Friesland       | Friesland                               | 28     | 110     | Schelte Wiglema – sare în aer în prima zi                                                                                       |
| Friesland       | Westergo                                | 28     | 110     | Locotenentul-comandor Tijmon Claeszoon                                                                                          |
| Friesland       | Sara                                    | 24     | 90      | Locotenentul Hessel Franszoon                                                                                                   |
| Friesland       | Graef Hendrick                          | 30     | 110     | Jan Reijnderszoon Wagenaer |
| Friesland       | Waterhond                               | 16     | 60      | Cornelis Alles Oostrum |